# Géographie de l'Argentine
L'Argentine est un pays d'Amérique latine situé au sud du continent. Il se trouve à l'est du Chili (5 150 km de frontières), au sud de la Bolivie (832 km), au sud-sud-ouest du Paraguay (1 880 km) et du Brésil (1 224 km) ainsi qu'à l'ouest-sud-ouest de l'Uruguay (579 km). L'Argentine possède 4 989 km de côtes.
Le pays occupe une surface de 2 780 400 km2 dont 30 200 km2 de mer.
L'Argentine revendique aussi 981 182 km2 de terres situés dans l'Atlantique sud et dans l'Antarctique.
Même sans les territoires contestés, l'Argentine est le 4e pays d'Amérique en superficie après le Canada, les États-Unis et le Brésil et le 8e dans le monde.
Son point culminant est le mont Aconcagua, 6 960 m, qui se situe dans la Cordillère des Andes, et est le plus haut sommet de tout le continent américain.

## Les régions argentines
- La cordillère des Andes
- La Pampa
- La Patagonie
- Le Chaco

## Orographie - Les plus hauts sommets d'Amérique

### Les dix plus hauts sommets
L'Argentine héberge sur son territoire la plupart des plus hauts sommets du continent. Ce sont surtout des volcans, quoique l'Aconcagua et le Mercedario soient d'origine orogénique par plissement. Voici la liste des dix plus hauts sommets, ceux qui ont plus de 6 600 mètres :
- Aconcagua - 6 959 mètres
- Nevados Ojos del Salado - 6 868 mètres - volcan actif
- Monte Pissis - 6 795 mètres - volcan au repos
- Cerro Bonete ou Bonete Chico - 6 759 mètres - volcan éteint
- Nevado Tres Cruces - 6 749 mètres - volcan éteint
- Llullaillaco - 6 739 mètres - volcan au repos
- Mercedario - 6 720 mètres (ou 6 770 m)
- Nacimientos ou Walter Penck I - 6 669 mètres - volcan éteint
- Nevado Incahuasi - 6 610 mètres - volcan au repos
- Tupungato - 6 570 mètres - volcan actif (altitude fort discutée; on cite des chiffres allant au-delà de 6 700 m)

L'Argentine compte ainsi dix des douze plus hauts sommets d'Amérique (y compris ceux situés à la frontière chilienne). Les deux seuls manquant à la liste sont le Huascarán péruvien avec 6 768 mètres et le Yerupajá de 6 617 mètres, lui aussi péruvien.

### Les volcans d'Argentine
L'Argentine, comme le Chili voisin, possède dans la région occidentale andine ou préandine une grande quantité de volcans. Le département d'Antofagasta de la Sierra, petite partie de la province de Catamarca, en compte près de 200.

## Hydrographie
Le fleuve principal de l'Argentine est le Paraná qui, associé à l'Uruguay, constitue le grand estuaire du Río de la Plata.
Les autres grands cours d'eau sont le Paraguay, le Bermejo, le Río Negro, le Río Colorado, le Río Salado del Norte, le Río Santa Cruz, le Río Desaguadero, le Río Neuquén et le Río Limay.
L'Argentine possède de nombreux lacs, dont beaucoup sont situés en Patagonie. Les principaux sont le lac Argentino, le lac Nahuel Huapi, le lac Futalaufquen, le lac Buenos Aires, le lac Viedma, le lac San Martín, le lac Lácar, le lac Huechulafquen, la laguna del Diamante et le lac Menéndez.
Parmi les lacs et lagunes salées, citons la Mar Chiquita, lac salé tellement imposant qu'il a reçu le titre de « mer », la laguna Urre Lauquén, la lagunilla Llancanelo, le lac Colhue Huapi et le lac Cardiel.

## Climat
Le climat de l'Argentine est différent selon les régions, son climat principal est le climat subtropical humide, mais d'autres sont aussi bien présents, comme le climat désertique en Patagonie, le climat semi-aride, le climat océanique ou celui de la toundra dans la Terre de Feu.
D'abord subtropical au nord, le climat devient tempéré dans le Rio de la Plata puis froid en Patagonie et en Terre de Feu.
L'altitude (de −100 m à presque 7 000 m) et la longueur du pays (du 22e parallèle sud jusqu'au 55e parallèle sud) font des climats divers dans l'Argentine.
C'est un pays globalement désertique, en dehors de la partie méridionale, très humide. Les régions du Nord-Ouest au Sud-Est sont désertiques, c'est ce que l'on appelle la "diagonale aride".

## Environnement

### Ressources naturelles
- étain
- fer
- plomb
- uranium
- zinc
- pétrole

## Géographie politique
Hormis la capitale qui relève d'un statut spécial, le pays est divisé en régions, elles-mêmes divisées en provinces. Le pays comporte en tout vingt-trois provinces.

## Agglomérations urbaines
Le recensement argentin du 18 novembre 2001[source insuffisante] donnait les chiffres suivants.
| Rang | Agglomération                     | Nbre d'habitants | Nbre d'habitants |
| 1.   | Gran Buenos Aires                 | 12.168.380       |                  |
| 2.   | Gran Córdoba                      | 1.408.756        |                  |
| 3.   | Gran Rosario                      | 1.313.380        |                  |
| 4.   | Gran Mendoza                      | 966.813          |                  |
| 5.   | Gran Tucumán-Tafí Viejo           | 820.308          |                  |
| 6.   | Gran La Plata                     | 729.221          |                  |
| 7.   | Mar del Plata-Batán               | 626.436          |                  |
| 8.   | Salta                             | 502.316          |                  |
| 9.   | Gran Santa Fe                     | 488.423          |                  |
| 10.  | Gran San Juan                     | 411.204          |                  |
| 11.  | Gran Resistencia                  | 383.997          |                  |
| 12.  | Corrientes                        | 357.220          |                  |
| 13.  | Santiago del Estero-La Banda      | 338.761          |                  |
| 14.  | Bahía Blanca-General Daniel Cerri | 310.602          |                  |
| 15.  | San Salvador de Jujuy-Palpalá     | 296.247          |                  |
| 16.  | Posadas                           | 293.856          |                  |
| 17.  | Neuquén-Plottier                  | 290.814          |                  |
| 18.  | Gran Paraná                       | 269.161          |                  |
| 19.  | Formosa                           | 214.904          |                  |
| 20.  | Gran Catamarca                    | 179.971          |                  |
| 21.  | Río Cuarto                        | 174.347          |                  |
| 22.  | San Luis-El Chorillo              | 167.061          |                  |
| 23.  | Comodoro Rivadavia-Rada Tilly     | 161.555          |                  |
| 24.  | La Rioja                          | 151.609          |                  |
| 25.  | Concordia                         | 143.546          |                  |
| 26.  | Ushuaïa-Río Grande                | 120.826          |                  |
| 27.  | Santa Rosa                        | 113.761          |                  |

## Statistiques
Population : 43 024 374 habitants - estim. juillet 2014 - (37 384 816 en 2001). 0-14 ans: 25,2%; 15-64 ans: 64,1%; + 65 ans: 10,6 %

Superficie : 2 766 890 km2

Densité : 14 hab./km2

Frontières terrestres : 9 665 km (Chili 5 150 km; Paraguay 1 880 km; Brésil 1 224 km; Bolivie 832 km; Uruguay 579 km)

Littoral : 4 989 km

Extrémités d'altitude : - 40 m > + 6,960 m

Espérance de vie des hommes : 72,4 ans (en 2008)

Espérance de vie des femmes : 80,05 ans (en 2008)

Taux de croissance de la pop. : 0,95 % (en 2008)

Taux de natalité : 16,88 ‰ (en 2014)

Taux de mortalité : 7,55 ‰ (en 2006)

Taux de mortalité infantile : 14,73 ‰ (en 2008)

Taux de fécondité : 2,25 enfants/femme (en 2014)

Taux de migration : 0,4 ‰ (en 2006)

Indépendance : 9 juillet 1816 (ancienne colonie espagnole)

Lignes de téléphone : 8,8 millions (en 2004)

Téléphones portables : 22,1 millions (en 2004)

Postes de radio : 24,3 millions (en 1997)

Postes de télévision : 7,95 millions (en 1997)

Utilisateurs d'Internet : 10 millions (en 2005)

Nombre de fournisseurs d'accès Internet : 33 (en 2000)

Routes : 229 144 km (dont 68 809 km goudronnés dont 734 km d'autoroutes) (en 2004)

Voies ferrées : 31 902 km (en 2005)

Voies navigables : 10 950 km

Nombre d'aéroports : 1 381 (dont 154 avec des pistes goudronnées) (en 2006)